# Regemente

Natosymbolen för ett infanteriregemente, de tre strecken ovanför rektangeln anger att det är ett regemente. Krysset i rektangeln anger att det är ett infanteriförband. Den blåa färgen anger att det är egna styrkor.

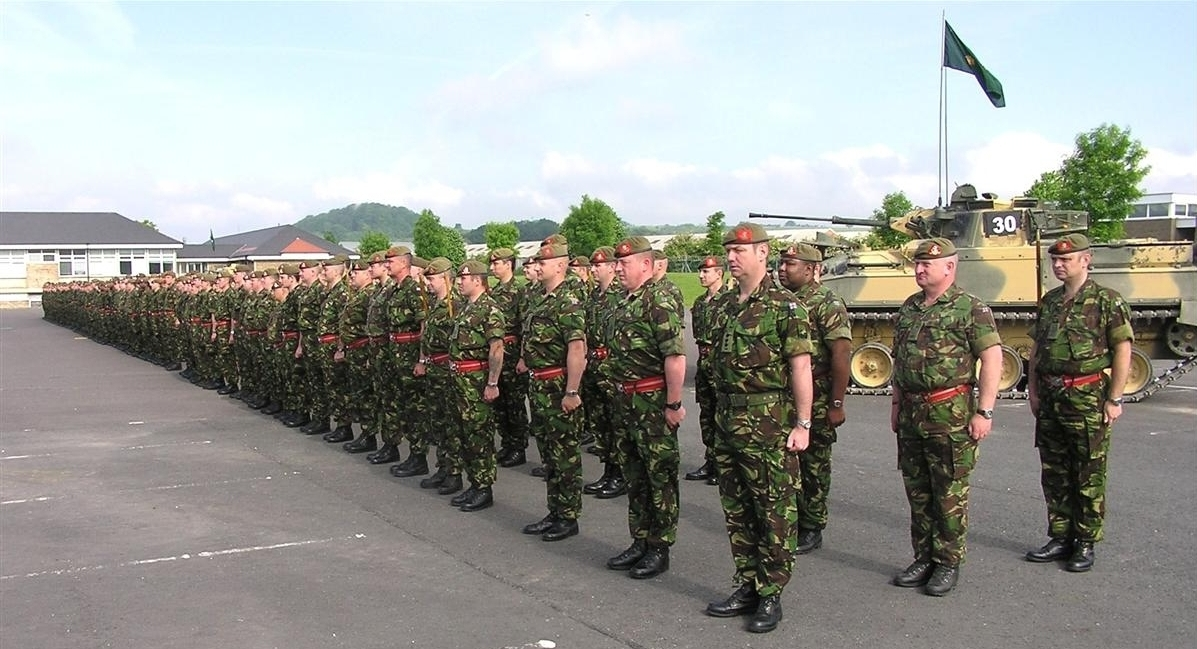
En bataljon från regementet The Duke of Wellington's Regiment

Regemente är en militär administrativ enhet. I Sverige är regementet en fredstida utbildningsenhet samt den högsta organisationsnivån inom ett truppslag. Regementet är också en viktig traditionsbärare inom de flesta arméer.
Under Gustav II Adolfs tid bestämdes infanteriregementets normalstyrka till 8 kompanier och 1 200 man, kavalleriregementets till 8 kompanier och 1 000 man. Genom 1634 års riksdagsbeslut fick svenska armén 1636 en fast indelning i regementen med nyssnämnda styrka. Vid slagordningens uppgörande fäste man ännu föga avseende vid regementsindelningen. Först på 1700-talet blev detta vanligt. Infanteriregementen utgjordes i början av 1900-talet i de flesta arméer av 3 bataljoner. Artilleriregementen motsvarade i allmänhet en infanteridivision (fördelning) och räknade 6–12 batterier (utdrag ur Nordisk Familjebok).

## Sveriges regementen
Ursprunget till dagens regementen är sammanslagningar av de fänikor och fanor som Gustav Vasa en gång i tiden satte upp. På 1610-talet och 1620-talet skapades storregementen eller landsregementen. Ett sådant kunde innehålla flera landskap. På 1620-talet började man skapa rena landskapsregementen såsom vi känner dem idag. Under andra halvan av 1900-talet skulle de svenska regementena sätta upp 1–2 brigader var i händelse av krig. Sedan år 2000 har brigaderna utgått ur krigsorganisationen och ersatts av insatsbataljoner. Vid 1990 och tidig 2000-talets nedskärningar lades en stor del av förbanden, inklusive många äldre regementen, ned. I och med Rysslands invasion av Ukraina år 2022 ändrades den tidigare politiska attityden till försvaret, samt den tidigare utrikespolitiska inriktning om neutralitet, och gick med i NATO tillsammans med Finland. Försvaret har sedan dess fått sin budget ökad och vissa äldre regementen har återaktiverats.

### Typer av regementen
- Artilleriregementen
- Infanteriregementen
- Ingenjörregementen
- Kavalleriregementen
- Kustartilleriregementen
- Luftvärnsregementen
- Pansarregementen
- Signalregementen
- Trängregementen